# Stonegard
Stonegard est un groupe norvégien de metal alternatif, originaire d'Oslo.

## Histoire
Le groupe est formé en 1997 à l'école-internat de Tråndertun par le guitariste et chanteur Torgrim Torve, le guitariste Ronny Flissundet et les frères Håvard (basse) et Erlend Gjerde (batterie). En 2002, l'EP Hard, Fast and Furious sort chez Katapult Music, sur lequel Torve portait encore le pseudonyme de Grimm, le guitariste Flissundet le nom de Sullivan, Håvard Gjerde celui de Håv et Erlend Gjerde celui de Gorg. Le premier album Arrows sort en janvier 2005 sur Bells Go Clang. Grâce à la plateforme Internet NRK Urørt et à sa page dédiée, le groupe peut accroître sa notoriété, ce qui conduit à la réédition du premier album chez Candlelight Records en 2006. Le producteur était Daniel Bergstrand et environ un an après la première publication, les fans ont fondé le club Skull Army. 
En 2006, le deuxième album From Dusk Till Doom sort et atteint la 14e place du classement des albums norvégiens. Entre-temps, les clips du groupe ont également été diffusés à la télévision. De plus, le groupe a joué en première partie de groupes tels que Korn, Black Sabbath, Slipknot, Motörhead et System of a Down. En mai 2007, ils effectuent également une tournée en Norvège et au Danemark avec Hatesphere. Après que les pistes de basse et de guitare du deuxième album aient été réenregistrées par Daniel Bergstrand, que l'album ait été masterisé par Ted Jensen et remixé par Stamos Koliousis et Vangelis Labrakis, l'album est réédité avec une nouvelle pochette par Indie Recordings en dehors de la Norvège en Europe en septembre 2008. Le même mois, le groupe a donné quelques concerts avec Audrey Horne, avant d'entamer une tournée européenne avec Enslaved et Kraków en novembre. Mi-octobre, le groupe annonce sa séparation et donne ses derniers concerts les 16 et 17 janvier 2009 avec Sahg et Benea Reach. Les concerts ont été filmés pour un DVD.

## Style musical
Selon laut.de, le groupe s'est d'abord consacré au heavy metal traditionnel. From Dusk Till Doom propose tout « [d]es vitesses fulgurantes dans le domaine du black metal jusqu'à des chansons doom tenaces ». Selon Alex Henderson d'AllMusic, le groupe joue sur Arrows du metal alternatif, avec des influences de doom metal, de stoner rock, de thrash metal et de metal des années 1970. Il est particulièrement possible d'entendre des influences de groupes comme Black Sabbath à l'époque d'Ozzy Osbourne, Orange Goblin, Alice in Chains, Nirvana et Uriah Heep de 1970 à 2009. Mais les chansons ne sont pas faciles à retenir. Selon Marc Halupczok du Metal Hammer, Stonegard combine sur From Dusk Till Doom des influences de post-grunge dans le style d'Audrey Horne, des riffs de doom metal et des passages de black metal. Torve rend chaque morceau, même le plus chaotique, mélodique grâce à son chant.

## Discographie
- 2002 : Hard, Fast and Furious (EP, Katapult Music)
- 2005 : Arrows (album, Bells Go Clang)
- 2006 : From Dusk Till Doom (album, Bells Go Clang)